# Tritium Calcio 1908
Tritium Calcio 1908 là một câu lạc bộ bóng đá Ý đến từTrezzo sull'Adda, Lombardy.
Danh từ Tritium xuất phát từ tên Latin của thành phố nơi câu lạc bộ hoạt động.

## Lịch sử
Câu lạc bộ ra đời vào năm 1908  với tên gọi Socà Ginnastica Tritium dành cho tất cả các loại thể thao. Các hoạt động chính là hành trình theo chu kỳ và bóng đá được chơi tại địa phương. Ngay sau khi Thế chiến I kết thúc, sân nhà của họ đã được mở rộng để cho phép đáp ứng các tiêu chuẩn FIGC của Ý nhưng có đến 1927 trận đấu chính là gặp các đội nghiệp dư địa phương. Năm 1925, câu lạc bộ đổi tên thành Socà Sportiva và sau đó thành Fascio Giovanile di Combattimento và Associazione Sportiva Trezzo, do ảnh hưởng của phát xít đến năm 1945.
Đội bóng đá luôn tham dự giải vô địch nghiệp dư khu vực trừ hai lần khi được thăng hạng lên giải vô địch nghiệp dư quốc gia (Serie D) vào năm 1976 và 2005.
Trong mùa giải 2010-11 từ Lega Pro Seconda Divisione, nó đã được thăng cấp lên Lega Pro Prima Divisione với huấn luyện viên trưởng Stefano Vecchi.
Vào mùa hè năm 2010 sau khi thăng hạng Lega Pro Seconda Divisione, nó đã đổi tên thành Tritium Calcio 1908. Trong mùa giải tiếp theo, nó đã được thăng hạng lên Lega Pro Prima Divisione.
Vào cuối mùa giải 2012-13 Lega Pro Prima Divisione, câu lạc bộ bất chấp việc trụ hạng sau trận play-off, đã không đăng ký vào giải đấu Lega Pro Prima Divisione 2013-2014, khởi động lại từ Promozione. Vào cuối mùa giải 2013-14 Promozione, câu lạc bộ đã không đăng ký vào giải đấu 2014-15 Promozione và đã giải thể.

## Màu sắc và huy hiệu
Màu sắc của nó là trắng và xanh.

## Đội trẻ
Từ mùa hè năm 2014, Tritium chỉ được tái sinh với học viện trẻ.
Tritium được biết đến trong khu vực của mình là một học viện trẻ.
Đội bóng đá học đường Tritium được chỉ đạo bởi cựu cầu thủ bóng đá vĩ đại Paolo Pulici. Ở đây trẻ em từ 5 đến 9 tuổi thích học chơi bóng đá.
Hiện tại đây là những đội tạo nên các đội trẻ